# Victoria Arsapin
Victoria Arsapin es una deportista neozelandesa que compite en taekwondo. Ganó tres medallas de bronce en el Campeonato de Oceanía de Taekwondo entre los años 2016 y 2019.

## Palmarés internacional
| Campeonato de Oceanía | Campeonato de Oceanía | Campeonato de Oceanía | Campeonato de Oceanía |
| Año                   | Lugar                 | Medalla               | Categoría             |
| --------------------- | --------------------- | --------------------- | --------------------- |
| 2016                  | Suva (Fiyi)           | Medalla de bronce     | –57 kg                |
| 2018                  | Mahina (Francia)      | Medalla de bronce     | –57 kg                |
| 2019                  | Apia (Samoa)          | Medalla de bronce     | –62 kg                |